# Dorylomorpha tanasijtshuki
Dorylomorpha tanasijtshuki är en tvåvingeart som beskrevs av David Edward Albrecht 1990. Dorylomorpha tanasijtshuki ingår i släktet Dorylomorpha och familjen ögonflugor.
Artens utbredningsområde är Kazakstan. Inga underarter finns listade i Catalogue of Life.